# John Gerard
John Gerard, född 4 oktober 1564, död 27 juli 1637, var en engelsk jesuitisk präst. Han var den andre sonen till Sir Thomas Gerard av Bryn, i närheten av Ashton i Makerfield, Lancashire, som hade suttit fängslad 1569 för sin inblandning i fritagningsförsöket av Maria Stuart. Han släpptes sedan 1571. 
Gerard studerade tillsammans med sin bror vid Exeter College i Oxford, där de skrevs in den 3 december 1575. Eftersom katolicismen inte var en uppskattad religionstro i England vid tillfället var Gerard tvungen att fortsätta sin studier utomlands, nämligen i Douai. När Gerard återvände till Dover arresterades han och fängslades i Marshalsea. Anthony Babington hjälpte till att ordna så att Gerard släpptes. Efter detta for Gerard till Rom och i november 1588 till Norfolk, där han tillsammans med jesuiten Edward Oldcorne fick i uppdrag att upprätthålla de engelska katolikerna.
Den 23 april 1594 arresterades Gerard i London, tillsammans med jesuiten Nicholas Owen. Han skickades till Towern där han torterades för att tvingas ge information om Henry Garnet, en högt uppsatt jesuit vid tillfället. Gerard avslöjade dock ingen information under tortyrförhören. På natten den 4 oktober 1597 lyckades Gerard och en annan fånge (John Arden) fly från Towern. Då Gerard tidigare hade umgåtts med några av de konspiratörer som var med i krutkonspirationen (bland annat Robert Catesby och Everard Digby) misstänktes Gerard av myndigheterna när konspirationen gick i stöpet. Med hjälp av Elizabeth Vaux lyckades Gerard fly landet och han fortsatte med sitt arbete för jesuiterna utomlands fram till sin död i Collegium Anglorum i Rom den 27 juli 1637.